# Jefstafi Nikolajewitsch Scalon
Jefstafi Nikolajewitsch Scalon, auch de Scalon oder Skalon, (russisch Евстафий Николаевич Скалон; * 9. Septemberjul. / 21. September 1845greg.; † 20. Junijul. / 3. Juli 1902greg. in Berlin) war ein russischer Staatsmann und Gouverneur in Estland.

## Leben

### Herkunft und Familie
Jefstafi stammte aus einer Familie französischer Herkunft, die seit dem 18. Jahrhundert mit namhaften Angehörigen in Russland nachweisbar ist. Seine Eltern waren der russische Staatsmann Nikolai Alexandrowitsch Skalon (1809–1857) und Elena Michailowna Lewitzki. Er vermählte sich 1870 mit Alexandra Euler (1853–1911), einer Nachfahrin Leonhard Eulers zu beiden elterlichen Seiten. Aus der Ehe sind zwei Söhne hervorgegangen, darunter Wladimir Jewstafjewitsch Skalon (1872–1917), russischer Generalmajor.

### Werdegang
Scalon besuchte bis 1865 das Alexander-Lyceum in St. Petersburg, das er mit dem IX. Rang verließ. Anschließend trat er im Gouvernement Mogiljow in den Staatsdienst ein. Bis 1872 war er dort mit Justiz- und Kriminalsachen betraut. 1875 wurde er dem Justizministerium zugeteilt und zum Studium in die Kriminalabteilung des Justizministeriums geschickt. Hierauf wurde er 1876 zum Vorsitzenden des Kongresses der Friedensrichter des 1. Bezirks in Petrokow ernannt. 1878 wurde er zum Staatsanwalt des Gouvernements Wilna ernannt, war seit 1883 auch Mitglied der Justizkammer in Wilna. Von 1886 bis 1887 war er Vizegouverneur im Gouvernement Simbirsk, wechselte aber in gleicher Stellung 1889 zurück nach Wilna. Von 1894 bis 1902 schließlich war Scalon Gouverneur in Estland. In dieser Stellung übernahm er auch die Funktion seines Vorgängers im Komitee für den Bau der 1900 eingeweihten Alexander-Newski-Kathedrale. 1899 avancierte er zum Geheimrat. Scalon war Träger des St.-Anna-Ordens I. Klasse. Er wurde in der Isidor-Kirche im Alexander-Newski-Kloster begraben.